# Inferno (2016)
Inferno is een Amerikaanse thriller en mysteryfilm uit 2016, geregisseerd door Ron Howard. De film is gedeeltelijk gebaseerd op het gelijknamige boek van Dan Brown, en is een vervolg op The Da Vinci Code en Angels & Demons met opnieuw in de hoofdrol Tom Hanks als professor Robert Langdon.
De film ging op 8 oktober 2016 in première in het 'New Opera Theater' te Florence (Italië).

## Verhaal
In Inferno wordt de beroemde hoogleraar kunstgeschiedenis en symboliek, professor Robert Langdon, wakker in een Italiaans ziekenhuis met geheugenverlies. Hij wordt geplaagd door visioenen van een verschroeide aarde. Terwijl de jonge arts Dr. Sienna Brooks uitlegt dat er op hem geschoten is, maar dat hij slechts een schampschot aan zijn hoofd heeft, zegt een andere arts dat er politie voor Langdon is, die hem wil ondervragen. Die agent, Vayentha, blijkt een huurmoordenaar die de arts neerschiet. Met hulp van dr. Brooks weet Langdon te ontkomen en ze vluchten naar het appartement van Brooks. Tussen de persoonlijke bezittingen van Langdon vinden ze  een "Faraday pointer", een soort knijpkat die een miniatuur met een aangepaste versie van Sandro Botticelli's ‘Kaart van de Hel’ projecteert, die  gebaseerd is op Dante's Inferno. 

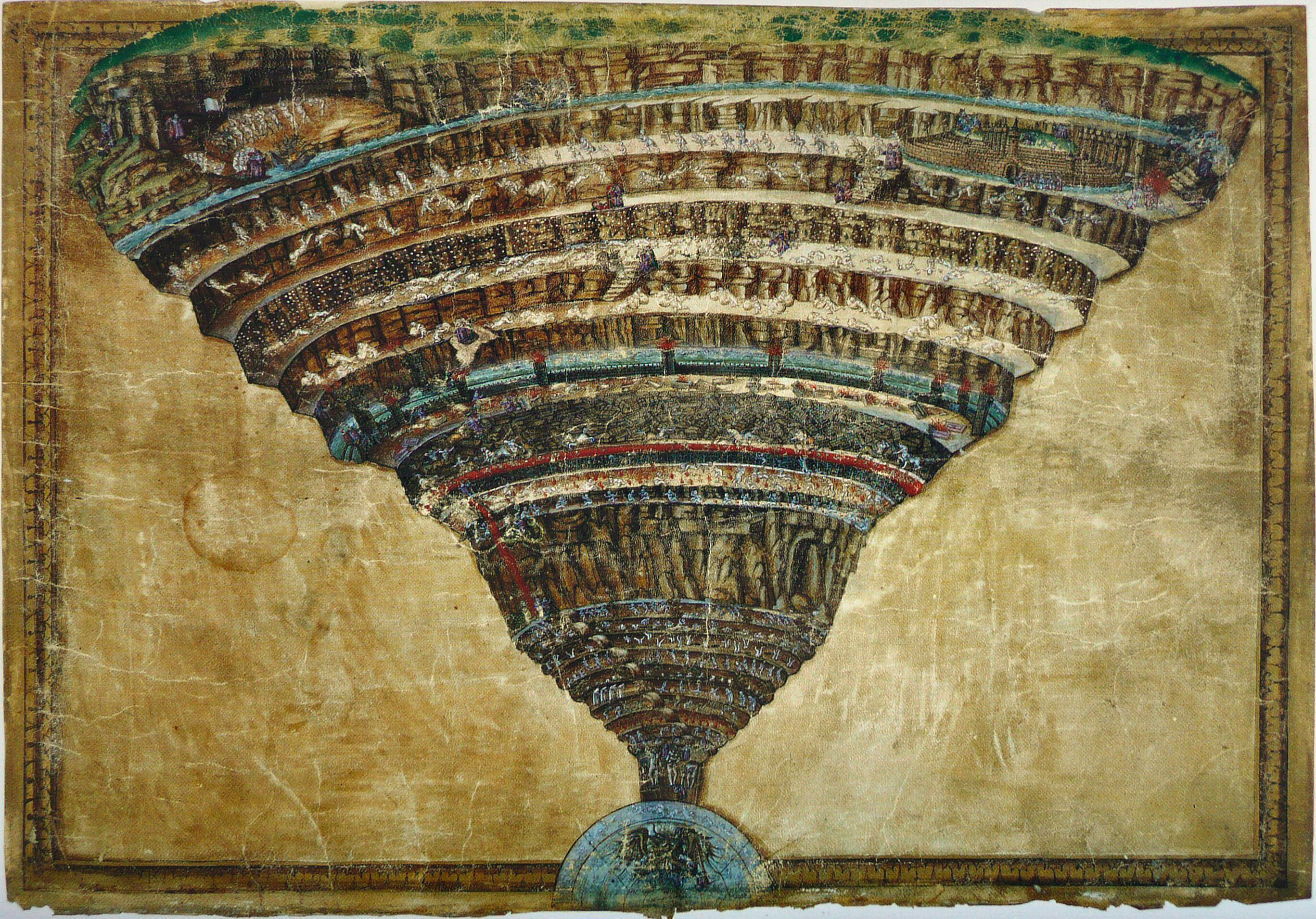
Kaart van de hel Sandro Botticelli

Ze beseffen al snel dat dit een eerste aanwijzing is in een spoor, achtergelaten door Bertrand Zobrist. Deze miljardair geloofde dat rigoureuze maatregelen nodig zijn om overbevolking van de aarde terug te dringen. Zobrist heeft zelfmoord gepleegd tijdens een achtervolging door Christoph Bouchard en zijn mannen. Dit zijn gewapende WHO agenten. Langdon en Sienna komen erachter dat Zobrist een virus gemaakt heeft, genaamd "Inferno", dat als doel heeft de helft van de wereldbevolking uit te roeien. De naam Inferno is gebaseerd op het verhaal van Dante. In de tussentijd zijn ze opgespoord door zowel Vayentha als de WHO en moeten weer vluchten. Met Langdons kennis van het werk van Dante ontcijferen ze stap voor stap de aanwijzingen die, terwijl ze nog op de vlucht zijn, hen leidt naar verschillende locaties in Florence en Venetië.
Tijdens deze zoektocht komt Langdon erachter dat hij samen met een collega enkele dagen geleden het dodenmasker van Dante ontvreemd heeft. Van deze gebeurtenis herinnert hij zich ook niets. Zijn collega is ondergedoken en heeft een aanwijzing achtergelaten waar het masker met cruciale informatie zich bevindt.  

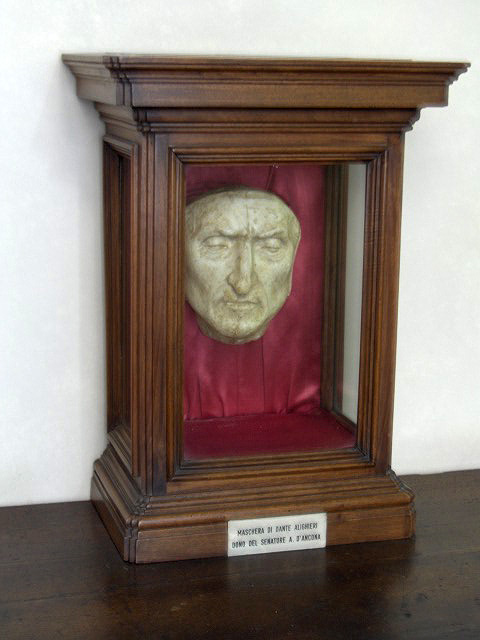
Dodenmasker in het Palazzo Vecchio, Florence

Vayentha rapporteert aan haar werkgever Harry Sims, de CEO van een particulier beveiligingsbedrijf met de naam "The Consortium", dat handelt in opdracht van Zobrist. Zij krijgt de opdracht Langdon nu echt te doden. In een poging daartoe wordt Vayentha echter door Brooks gedood.
De WHO agenten worden geleid door Elizabeth Sinskey, een oude liefde van Langdon, en zij proberen om de vrijlating van het virus te voorkomen. Zobrist voorziet Sims van een videobericht over het virus. Sims ziet de boodschap te vroeg. Geschokt door de inhoud ervan zoekt Sims toenadering tot Sinskey om de virusuitbraak te voorkomen. In de tussentijd zijn Langdon en Sienna benaderd door Christoph Bouchard die zich uitgeeft als agent van de WHO, maar een dubbele agenda heeft om het virus op te sporen om het te verkopen aan de hoogste bieder. Uit alle informatie concluderen ze dat het virus in de Hagia Sophia in Istanbul moet zijn. Met die kennis, laat Brooks Langdon in de steek. Het blijkt dat ze Zobrists minnaar en volgeling was en heeft als opdracht dat het virus vrij moet komen nu Zobrist niet meer in leven is. Langdon wordt gevangen genomen door Bouchard, maar wordt gered door Sims en Sinskey, die hem om hulp vragen bij de interpretatie van de beelden uit de Faraday pointer. Sims onthult dat hij werd ingehuurd door Sienna om Langdon te ontvoeren toen Zobrist was gedood. De schotwond, het ziekenhuis de aanslag door Vayentha de vlucht naar Brooks appartement waren allemaal geënsceneerd met als doel een vertrouwensband tussen Langdon en Brooks op te bouwen. Niet door de hoofdwond, die Brooks eigenhandig gemaakt heeft, maar door een benzodiazepine lijdt Langdon aan geheugenverlies.
Iedereen beseft ondertussen dat het virus in een plastic zak zit, verborgen onder het water in de Basilica Cisterne in Istanbul. Het WHO team met Langdon, Sims en Sinskey vinden de zak. Terwijl ze pogen de zak in een schokvrije container te krijgen proberen Brooks en haar bondgenoten door middel van een explosief de zak te laten scheuren. Sims wordt gedood door Brooks en zij pleegt even later zelfmoord in een ultieme poging om het virus te laten ontsnappen. Maar de zak is net op tijd veiliggesteld. Brooks handlangers worden gedood. Langdon gaat terug naar Florence om Dantes dodenmasker terug te geven.

## Rolverdeling
| Acteur               | Personage                                        |
| -------------------- | ------------------------------------------------ |
| Tom Hanks            | Professor Robert Langdon                         |
| Felicity Jones       | Dr. Sienna Brooks                                |
| Omar Sy              | Christoph Bouchard, hoofd SRS-team ECDC          |
| Ben Foster           | Bertrand Zobrist                                 |
| Irrfan Khan          | Harry Sims ("De Provoost"), hoofd The Consortium |
| Sidse Babett Knudsen | Dr. Elizabeth Sinskey, hoofd WHO                 |
| Ana Ularu            | Vayentha, agente The Consortium                  |
| Paul Ritter          | Arbogast, CRC-technicus                          |

## Achtergrond
Op 16 juli 2013 werd door Sony Pictures de verfilming van Dan Browns derde Robert Langdon aangekondigd. Regisseur Ron Howard keerde terug, net zoals Tom Hanks, die reeds de rol van Langdon speelde in The Da Vinci Code en Angels & Demons. David Koepp kreeg de opdracht om Browns boek te vertalen naar een filmscript.
Op 27 augustus 2014 werd aangekondigd dat de opnames van start zouden gaan in april 2015. Twee maanden later werd aangekondigd dat de film werd uitgesteld, om de confrontatie met Star Wars: Episode VII: The Force Awakens te ontlopen. De film werd bijna een jaar uitgesteld.
Op 7 mei 2016 werden de eerste posters van de film vrijgegeven door Columbia Pictures. Twee dagen later werd een teaser trailer vrijgegeven door Sony Pictures.
De soundtrack Inferno werd gecomponeerd door Hans Zimmer en vrijgegeven op 14 oktober 2016 door Sony Classical.